# Kohei Yamakoshi
Kohei Yamakoshi (山越 康平 Yamakoshi Kohei?), född 4 maj 1993 i Tochigi prefektur, är en japansk fotbollsspelare.
Yamakoshi började sin karriär 2016 i Omiya Ardija.